# Восстание Оуайна Глиндура
Восстание Оуайна Глиндура было последним восстанием населения Уэльса против власти англичан вплоть до присоединения Уэльса к Англии. Восстание, возглавляемое Оуайном Глиндуром, было неудачным, однако имело значительные последствия и было поддержано Францией, находившейся в состоянии войны с Английским королевством.

## Предпосылки
Желая укрепить свою власть и сломить мощь могущественных магнатов, угрожавших трону, король Ричард II начал систематическое укрепление своей власти, которое затронуло и земли западного Уэльса. Уэльс находился в управлении сложной и запутанной системы полуавтономных феодальных государств, епископств, графств и земель, находившихся под непосредственным управлением короля. Недовольные королём были уничтожены, их земли были отобраны и частично розданы сторонникам короля. Валлийцы из самых широких слоёв населения получили посты и должности в новых королевских землях, что открывало перед ними большие жизненные перспективы. Напротив, английские магнаты были обеспокоены ростом королевской власти. Позже с арестом и таинственной смертью короля Ричарда валлийцы, потерявшие традиционную опору в лице Ричарда II, выступили против этого переворота. 10 января 1400 года произошли серьёзные волнения в пограничном городе Честере, бывшие следствием казни преданного Ричарду II капитана английских лучников. На валлийской границе начались волнения.
Восстание спровоцировал длительный территориальный спор между валлийским рыцарем Оуайном Глиндуром и бароном де Греем, известным своей дурной репутацией среди валлийского населения. В 1399 году сторонник и друг короля Ричарда Глиндур с его помощью выиграл тяжбу, однако со смертью короля всё изменилось, и сторонник нового короля барон де Грей одержал верх. Более того, де Грей преднамеренно не стал присылать Глиндуру приказа о сборе феодального ополчения для очередной военной кампании, что послужило для короля поводом обвинить Глиндура изменником. Он был лишён своих владений, а барону де Грею было приказано расправиться с «бунтовщиком». Оуайну Глиндуру не оставалось ничего другого, кроме как сопротивляться.

## Ход восстания
16 сентября 1400 года Глиндур начал восстание и был провозглашён принцем Уэльским небольшой группой его сторонников, в которую входил в том числе и его сын. Пр этом он признал сюзеренитет короля Ричарда II, который, по его мнению, был всё ещё жив и скрывался в Шотландии. Вскоре восставшие распространили свою власть по всему северо-восточному Уэльсу. Замок де Грея был осаждён и практически полностью разрушен. Были захвачены многие крепости и города. Против англичан началась настоящая партизанская война. Король Генрих IV, шедший во главе своих войск на покорение Шотландии, спешно повернул армию на Уэльс и 26 сентября он был уже в Шрусбери. Молниеносная кампания короля не увенчалась успехом: плохая погода и сопротивление повстанцев значительно осложнили положение англичан, и к 15 октября английские войска во главе с королём вернулись в Шрусбери, не добившись никаких результатов. В 1401 году восстание начало разрастаться. Весь северный и центральный Уэльс перешли под контроль Глиндура. Английские города, замки и поместья подвергались непрерывным атакам. Даже в землях лояльного королю юга стали появляться шайки преступников и повстанцев, называвших себя «детьми Оуайна».
Король поручил сэру Генри Перси расправиться с бунтовщиками. В марте Перси объявил амнистию всем восставшим, исключая Оуайна и его кузенов. Эта акция привела к покорности большую часть страны, поэтому сторонники Глиндура были вынуждены идти на рискованные предприятия, чтобы поднять свой поколебленный авторитет в глазах соотечественников. Знатное валлийское семейство Тюдоров, сторонников Глиндура, со своими сообщниками захватило королевский замок Конви, а спустя несколько недель, в июне 1401 года, Глиндур одержал первую победу над англичанами при Пимлимоне. В ответ король предпринял ещё одну карательную экспедицию, на этот раз в земли центрального Уэльса. Преодолевая трудности отвратительной погоды и постоянные нападения повстанцев, войска короля дошли до аббатства Страта Флорида, лояльного Оуайну. Королевские солдаты предались пьянству и бесчинствам, разрушив аббатство и убив многих монахов.
Тем временем Оуайн избегал крупных сражений, а его силы постоянно тревожили англичан в мелких стычках. В конце концов английская армия вынуждена была отступить. Всё это сопровождалось разливами рек, наводнениями и ужасной погодой, из-за которых чуть не утонул в своей палатке сам король. Истощённые и деморализованные англичане вернулись домой. Конец года был ознаменован крупным сражением при Тутхиле в ноябре 1401 года с неопределённым финалом. Следующий год был известен введением нового антиваллийского законодательства, запрещавшего валлийцам покупать земли в Англии, а также занимать официальные посты в Уэльсе, носить оружие; детям запрещалось получать образование, запрещались и всячески порицались браки между валлийцами и англичанами. В том же 1402 году Глиндур, организовав засаду, захватил своего заклятого врага барона де Грея, которого продержал в плену год до тех пор, пока король не заплатил за него значительный выкуп. В июне 1402 года Глиндур нанёс тяжёлое поражение английской армии Эдмунда Мортимера в центральном Уэльсе, сам Мортимер попал в плен. В ответ на насилия и жестокости англичан валлийцы отвечали беспощадностью к раненым и пленным врагам. С 1402 года бретонцы и французы, давние враги англичан, начали помогать восставшим. Французские каперы нападали на английские суда в Ирландском море и поставляли оружие и добровольцев валлийцам.
В 1403 году восстание стало всенародным. Оуайн Глиндур расширил свою власть на западе и юге. Английские замки и поместья были захвачены или оставлены защитниками. Был захвачен Кармартен — главная военно-стратегическая база английских войск на западе. Были сожжены множество замков и крепостей. В 1404 году Оуайн захватил замки Харлек и Аберистуит.
Чтобы продемонстрировать свою власть как правителя Уэльса, Глиндур разместил свой двор в Харлеке и назначил Гриффида Младшего своим канцлером. Вскоре он созвал парламент, на котором был провозглашён Принцем Уэльским. Там же Глиндур огласил программу своих дальнейших действий. По его мнению, в будущем предполагалось создание независимого Уэльса с собственной Церковью. Предполагалось открытие двух национальных университетов на севере и юге страны, а также возвращение к нормам традиционного валлийского права. Под знамёна Глиндура встали иерархи церкви и представители знати. Английская власть свелась к контролю над несколькими изолированными замками, городами и укреплёнными поместьями. Власть Глиндура заметно усилилась. Старые союзники Ричарда II снабжали Глиндура деньгами и оружием. Глиндур великолепно играл на нестабильной политической обстановке в Англии, заключая выгодные для себя соглашения с повстанцами и мятежниками. Переговоры с Шотландией и правителями Ирландии оказались безуспешными, однако Франция и Бретань оказывали значительную помощь Уэльсу, в большей мере проявившуюся в 1405 году. Французы на континенте начали наступление на Аквитанию и высадили войска в западном Уэльсе. После ряда успехов в самом Уэльсе франко-валлийские войска прошли через южный Уэльс и вторглись в Англию. Войска короля и Оуайна с французскими союзниками встретились, однако не приняли боя и отступили, каждый в свою сторону. Причины такого поведения сторон остаются загадкой.
К 1406 году французская помощь в связи с изменениями в политике свелась на нет, а повстанцы столкнулись с множеством проблем. Этот год был переломным для англичан в тяжёлой и затяжной войне с Уэльсом. Валлийцы потерпели несколько тяжёлых поражений. Англичане стали использовать более радикальные и жестокие меры и изменили свою стратегию, заключавшуюся не столько в карательных рейдах, сколько в грамотной экономической блокаде. Англичане перерезали валлийцам пути поставки продовольствия и оружия. Уже к следующему году эта стратегия принесла свои плоды. Повстанцы теряли контроль над своими землями, осенью пал Аберистуит. В 1409 году англичане отбили Харлек. Жена Глиндура с дочерьми попала в плен и была заключена в Тауэре. Глиндур оставался на свободе, однако его деятельность была сведена к партизанским вылазкам. В 1410 году Глендур предпринял свою последнюю крупную атаку на графство Шропшир, закончившуюся провалом. Последний раз враги видели Глендура живым в 1412 году, когда он захватил в плен Дэви Гама, лидера проанглийской партии среди валлийской знати.

## Итоги
Со смертью короля Генриха IV новый король, Генрих V, стал проводить более примирительную политику в отношении валлийцев. Королевские указы объявляли прощение многим лидерам повстанцев. В 1415 году в преддверии большой войны с Францией король официально объявил прощение и Глиндуру. Тогда же, к 1415 году, восстание практически свелось на нет, хотя отдельные группы восставших продолжали сопротивление англичанам. Восстание и последующая война с англичанами имели трагические последствия для жителей Уэльса: многие города и деревни были сожжены или покинуты жителями, люди беднели в результате разрушений и санкций английской администрации, торговля во многих частях страны встала.